# Il lupo dei mari (film 1975)
Il lupo dei mari è un film italiano del 1975 diretto da Giuseppe Vari.

## Trama
Tratto dall'omonimo romanzo di Jack London narra le vicende di Humphrey Van Weyden raccolto come naufrago sul veliero Ghost dove il capitano Wolf Larsen comanda la propria ciurma in modo duro e spietato.